# Signal-Slot-Konzept
Signale und Slots sind ein Konzept aus der Programmierung. Sie realisieren einen ereignisgesteuerten Programmfluss beziehungsweise eine ereignisgesteuerte Kommunikation zwischen Programmobjekten. Ursprünglich geprägt wurde der Begriff durch die Bibliothek Qt, wird aber mittlerweile auch von einer Reihe anderer Programmbibliotheken genutzt. Das Konzept lässt sich als Anwendung des Entwurfsmusters Beobachter betrachten. Es wird als Alternative zu direkten Rückruffunktionen (engl. Callbacks) eingesetzt, wenn sich diese als zu unflexibel oder nicht typsicher erweisen (z. B. bei der Entwicklung komplexer grafischer Anwendungen).

## Überblick
Signale sind „Botschaften“, die bei Eintreten eines Ereignisses abgegeben werden (emittiert). Ein Slot ist prinzipiell eine normale Funktion, die auf eine bestimmte Weise mit einem Signal verknüpft werden kann. Slots und Signale „wissen“ zunächst nichts voneinander. Erst durch die Verknüpfung entsteht die eigentliche Programmlogik: Jedes Mal, wenn das Signal abgegeben wird, wird anschließend der verbundene Slot aufgerufen. Ein Signal kann auch mit mehreren Slots verbunden werden, so dass bei Eintreten eines Ereignisses mehrere Funktionen aufgerufen werden. Ebenso kann ein Slot mit mehreren Signalen verbunden werden, wodurch dieselbe Funktion bei Auftreten unterschiedlicher Ereignisse aufgerufen wird.
Besonders häufig finden sich Signal-Slot-Mechanismen in Programmbibliotheken zur Erstellung grafischer Benutzeroberflächen. Hier erfüllen sie die Aufgabe, Objekte, insbesondere Steuerelemente miteinander zu verknüpfen und so die Kontrollelemente der Oberfläche wie Schaltflächen und Listenfelder mit Funktionalität zu füllen.
Die C++-Bibliothek Qt ist wohl das bekannteste Beispiel für die Verwendung von Signalen und Slots. Realisiert werden sie dort durch neu in C++ eingeführte Schlüsselwörter wie signal, slot und emit, die, bevor sie durch den C++-Präprozessor entfernt werden, dem Qt-eigenen „Meta Object Compiler“ (moc) bei der Erstellung weiteren C++-Codes helfen.
Weiterhin gibt es verschiedene Programmbibliotheken, welche Signal-Slot-Mechanismen mittels generischer Programmierung (Templates) und Funktoren realisieren, wie die Bibliothek Boost oder libsigc++, eine Signal-Slot-Bibliothek, welche beispielsweise von der gtkmm-Bibliothek verwendet wird.

## Vorteile
Signale und Slots sind bei Einhaltung der Typsicherheit einfacher und flexibler zu verwenden als Callbacks, allerdings geht dies wegen des Overheads geringfügig auf Kosten der Geschwindigkeit. Der Unterschied ist jedoch in der Praxis kaum relevant.
Die Syntax von Signalen und Slots kann oftmals einfacher erscheinen als die für Callbacks beziehungsweise Methodenzeiger notwendige.

## Beispiele mit Qt

### Vordefinierte Signale und Slots
Bei Qt verfügen viele mitgelieferte Klassen bereits über diverse vordefinierte Signale und Slots, die man verwenden kann. Im folgenden Beispiel soll gezeigt werden, wie man diese benutzen kann, um Basisfunktionalitäten in ein GUI zu programmieren.
```
#include
 
<QCheckBox>

#include
 
<QObject>

#include
 
<QMainWindow>

#include
 
<QWidget>

#include
 
<Qt>

class
 
MainWindow
:
 
QMainWindow
 
{

private
:

    
QWidget
 
w
;

    
QCheckBox
 
c
(
"Fenster sichtbar"
,
 
this
);

    

public
:

    
MainWindow
(
QWidget
 
*
parent
,
 
Qt
::
WindowFlags
 
flags
)
:
 
QMainWindow
(
parent
,
 
flags
)
 
{

        
ui
.
setupUi
(
this
);

        
connect
(
&
c
,
 
SIGNAL
(
clicked
(
bool
)),
 
&
w
,
 
SLOT
(
setVisible
(
bool
)));

    
}

};

```

Zu sehen ist der Konstruktor des Hauptfensters. Die Zeile ui.setupUi(this); dient zur Generierung der Benutzeroberfläche und sei hier nicht näher erläutert (siehe Qt-Dokumentation). Die folgenden zwei Zeilen dienen der Erstellung eines leeren Fenster-Widgets w und eines mit dem Text „Fenster sichtbar“ beschrifteten Checkbox-Widgets c, das im Hauptfenster erscheint.
Anschließend wird mittels connect die Verbindung beider Objekte erreicht. Als Signal dient das clicked-Signal der Checkbox, das dann abgegeben wird, wenn der Benutzer die Box anklickt. Der Status nach dem Anklicken, also ob die Box angekreuzt ist oder nicht, wird als boolescher Parameter mit übergeben. setVisible ist ein Slot, über den bei allen Widgets gesteuert werden kann, ob es sichtbar ist oder nicht. SIGNAL und SLOT sind Qt-eigene Schlüsselwörter, um Signale und Slots als solche zu kennzeichnen; sie werden vom Meta-Object-Compiler erkannt.
Nach dem Start des Programmes würde nun das zweite, leere Fenster bei jedem Klick auf die Checkbox jeweils erscheinen oder verschwinden.

### Beispiel für selbsterstellte Signale und Slots
An einer einfachen Klasse wird gezeigt, wie Signale und Slots in der Qt-Bibliothek funktionieren. Die Klasse Zahl speichert einen Wert und hat zwei Funktionen, um diesen Wert zu verändern oder auszulesen:
```
// Number.h

#include
 
<QObject>

class
 
Number
:
 
QObject
 
{

    
Q_OBJECT

    

private
:

    
int
 
value
;

    

public
:

    
Number
()
:
 
value
(
0
)
 
{
 
}

    

    
int
 
getValue
()
 
const
 
{

        
return
 
value
;

    
}

    

slots
:

    
void
 
setValue
(
int
 
value
)
 
{

        
if
 
(
value
 
!=
 
this
->
value
)
 
{

            
this
->
value
 
=
 
value
;

            
emit
 
onChange
(
value
);

        
}

    
}

    

signals
:

    
void
 
onChange
(
int
 
newValue
);

};

```

```
// main.cpp

#include
 
<Number.h>

#include
 
<QObject>

int
 
main
(
void
)
 
{

    
Number
 
a
,
 
b
;
 
// a.getValue() == 0, b.getValue() == 0

    

    
a
.
setValue
(
5
);
 
// a.getValue() == 5, b.getValue() == 0

    
b
.
setValue
(
48
);
 
// a.getValue() == 5, b.getValue() == 48

    

    
QObject
::
connect
(
&
a
,
 
SIGNAL
(
onChange
(
int
)),
 
&
b
,
 
SLOT
(
setValue
(
int
)));

    

    
a
.
setValue
(
12
);
 
// a.getValue() == 12, b.getValue() == 12

    
b
.
setValue
(
23
);
 
// a.getValue() == 12, b.getValue() == 23

}

```

Die Klasse Number wird aus der Klasse QObject abgeleitet, die die notwendigen Funktionen für die Verwendung von Signalen und Slots enthält. Q_OBJECT ist ein Makro, das in allen Klassen enthalten sein muss, in denen Signale oder Slots deklariert werden. Die Funktion setValue() ist als Slot deklariert, d. h., sie kann mit Signalen wie onChange() verbunden werden. Der Meta-Object-Compiler erzeugt aus dieser Deklaration der Klasse Number zusätzlichen Quellcode, der Funktionen zur Verwendung der neu deklarierten Signale und Slots enthält. Für die Signale müssen vom Programmierer keine Funktionen mehr implementiert werden.
Wenn Signale mit emit aktiviert werden, werden alle Slots, die während der Laufzeit des Programms mit diesem Signal verbunden wurden, aufgerufen. Diese Verbindung von Signalen und Slots geschieht mit connect() (siehe zum besseren Verständnis Weblinks: Qt-Dokumentation zu Signals und Slots) und kann auch wieder aufgehoben werden. In connect() wird auch geprüft, ob die angegebenen Signale und Slots existieren und ob die Typen der Parameter übereinstimmen. Die verbundenen Signale und Slots (jeweils die Instanz einer Klasse und eine Funktion) werden in einer Liste verwaltet. Einem Signal können beliebig viele Slots zugeordnet werden.
In dem Beispiel erhalten die Instanzen a und b bei der Initialisierung den Wert 0. Mit a.setValue(5); und b.setValue(48); wird der Wert von a und b geändert und jeweils das Signal onChange() aktiviert. Da bei diesen ersten Aufrufen von setValue() noch kein Slot mit den Signalen beider Instanzen verbunden ist, bewirkt die Aktivierung des Signals nichts. Erst nach dem Verbinden des Signals a.onChange() mit dem Slot b.setValue() mittels connect() wird bei einer Änderung des Wertes von a auch die Funktion b.setValue() aufgerufen und damit der Wert von b geändert. Der letzte Aufruf b.setValue(23) hat keine Auswirkung auf a, da mit dem Signal b.onChange() kein Slot verbunden ist.

## Implementierungen
- das Signals und Slots - Modell von Qt, einer C++ - Klassenbibliothek (zur plattformübergreifenden Oberflächenprogrammierung)
- C++: Boost.Signals2 bzw. Boost.Signals (veraltet)
- C++: libsigc++ - Template-basiert.
- C++: sigslot
- C++: XLObject - Template-basiert, Qt-orientiert.
- C++: Signals
- C: libevent - multi-threaded, plattformübergreifend.
- C: libev - minimalistische Alternative zu libevent.
- JavaScript: EventTargetProvider.js, Sprachkern-basiert, typsicher.
- PHP: TYPO3 Flow - application framework mit Signal-Slot-Unterstützung
- Java: sig4j - multi-threaded, typsicher, basiert auf der in Java 8 eingeführten FunctionalInterface Annotation.